# نوبویا اوسودو
نوبویا اوسودو (انگلیسی: Nobuya Osodo؛ زادهٔ ۲۸ ژوئن ۱۹۸۳) بازیکن فوتبال اهل ژاپن است که در تیم ملی فوتسال ژاپن بازی کرده‌است.